# M6 (spårvagn)
M6 (motorvagn 6), skämtsamt kallad två-rum-och-kök, var en ledspårvagn som använts i Göteborg.
När man i början av 1920-talet insåg att stadens spårvagnar började bli för små och ha för dålig kapacitet för den ökade trafikvolymen började man diskutera nya större vagnar och ombyggnad av befintliga.
Man riktade blickarna till flera spårvägsstäder världen runt men fastnade för en dubbelvagn man funnit i Boston, men även tyska spårvagnar studerades. Med dessa som förebild byggde man i Göteborg ihop två äldre tvåaxliga spårvagnar med en länkad mellandel. Göteborgshumorn döpte dessa genast till "Två rum och kök" efter den byggnadstandard som man började genomföra under den tidens bostadsbrist. De två rummen skulle då representeras av de ursprungliga vagnskorgarna, medan köket var den lilla mellandelen. Arkitekten Karl M. Bengtson var delaktig i utformningen av vagnarnas mellandel.
Vagnarna ansågs mindre lyckade, av både personal och resenärer.[källa behövs] Detta beroende på att de bara hade två motorer, och att ihoplänkningen gjorde att de krängde och gungade på spåret så att vissa passagerare och personal klagade på att de blev åksjuka. Undermotoriseringen gjorde dem också långsamma.
Vagntypen hade också passagerarcirkulation, påstigning skedde på mitten där konduktören satt.
Vagnarna gick företrädesvis som extravagnar mellan Majorna och Kviberg.
Sammanlagt elva sådana vagnar byggdes mellan 1922 och 1923 och de flesta skrotades och en återbyggdes eller dealdes till två stycken tvåaxliga vagnar under 1930- och 40-talen. Ingen finns alltså bevarad, men det finns idéer på att återskapa en sådan vagn inom Spårvägssällskapet Ringlinien, det finns vagnar sparade som kan användas för att bygga en replik av M6.
Två rum och kök-vagnarna numrerades med nummer 190-200. Vagnsnumret 200 fick långt senare den först levererade av nästa ledvagnstyp som Göteborgs spårvägar köpte in, denna gången från ASEA 1984–1992, det var den typen av vagn som då kom att heta M21, den bestod då av endast två "rum".
2004 börjar den tredje eller då fjärde (beroende på hur man räknar) generationens ledvagnar att levereras till GS. Det är  M32, denna gång femdelade och från den italienska firman AnsoldoBreda